# Астрахано-Каспийская военная флотилия
Астрахано-Каспийская военная флотилия (иное наименование: Астрахано-Каспийская флотилия) — формирование РККФ в годы Гражданской войны.

## Создание
Флотилия была создана по решению Военного совета Астраханского края 3 октября 1918 года, на месте Военного флота Астраханского края с целью обороны Астрахани, Нижней Волги и Каспия от интервентов (британского флота) и для борьбы с контрреволюцией.
В октябре и ноябре 1918 года наличный состав флотилии был усилен кораблями Балтийского флота и отрядом Волжской военной флотилии. Силы флотилии делились сначала на два (речной и морской), а с весны 1919 года на три отряда:
- Северный речной (боевые действия под Царицыном);
- Южный речной (операции в районе Астрахани);
- Морской (действия на Каспийском море).

## Состав

### на 30 декабря 1918
- управление
- 6 эсминцев
- 3 миноносца
- 4 подводные лодки
- 8 катеров-истребителей
- 17 вооружённых пароходов
- 4 минных катера
- 2 плавбатареи
- 2 гидроавиаотряда
- 1 истребительный авиационный отряд
- Личный состав 3500 человек. Главная база — Астрахань

### на начало марта 1919
- управление
- 6 эсминцев
- 3 миноносца («Прочный», и другие)
- 4 вспомогательных крейсера
- 4 подводные лодки
- 8 катеров-истребителей
- 13 вооружённых пароходов
- 4 минных катера
- 2 плавбатареи
- 7 транспортов
- 79 вспомогательных судов

### летом 1919
- управление
- 6 эсминцев
- 3 миноносца
- 4 подводные лодки
- 7 катеров-истребителей
- 10 вооружённых пароходов
- 4 плавбатареи
- 1 авиаотряд (8 самолетов)
- Личный состав около 3000 человек.

## Боевые действия
Одной из первых операций флотилии стал десант в бухте Староречной (в начале ноября 1918 года), сыгравший заметную роль в обороне Кизляра. Речные отряды флотилии участвовали в обороне Царицына, поддерживали боевые действия сухопутных войск Красной армии в дельте реки Волги. После занятия Царицына белыми моряки флотилии вывели из этого района вверх по Волге более 100 барж с нефтепродуктами.
С весны 1919 года корабли флотилии играют важную роль в сообщении Центральной России с Туркестаном и Кавказом.
30 апреля 1919 года корабли флотилии высадили на полуострове Мангышлак (Туркестан) десант, который занял форт Александровский. Благодаря этому успеху, корабли флотилии начали действовать на морских сообщениях противника в северной части Каспия. Так, 5 мая был захвачен пароход «Лейла», с делегацией ВСЮР к Колчаку на борту, при этом руководитель делегации, один из лидеров Белого движения Гришин-Алмазов покончил с собой. 21 мая 1919 года отряд кораблей после боя в Тюб-Караганском заливе был вынужден оставит форт Александровский и уйти в Астрахань.

## Командный состав и оперативное подчинение

### Оперативное подчинение
- с декабря 1918 года флотилия в подчинении Каспийско-Кавказского фронта (до его ликвидации).
- с 13 марта 1919 года флотилия переходит в подчинении 11-й армии.

### Командующие
- С. Е. Сакс (13 октября 1918 — 9 июня 1919)
- Ф. Ф. Раскольников (10 июня — 31 июля 1919)

## Вхождение флотилии в составВолжско-Каспийской военной флотилии
31 июля 1919 года РВСР издает приказ, в котором Астрахано-Каспийская флотилия объединялась с Волжской военной флотилией. Новое формирование получило название Волжско-Каспийская военная флотилия.